# Parogovia gabonica
Parogovia gabonica lub Parogovea gabonica - gatunek kosarza z podrzędu Cyphophthalmi i rodziny Neogoveidae.

## Występowanie
Gatunek endemiczny dla  Gabonu. Występuje w okolicach miejscowości Bélinga i Makokou w prowincji Ogowe-Ivindo.